# Бронюс Бружас
Бро́нюс Бру́жас (лит. Bronius Bružas Bronius Bružas; 25 березня 1941, Рокишкіс) — литовський художник вітражист, лауреат Державної премії Литви (1983).

## Біографія

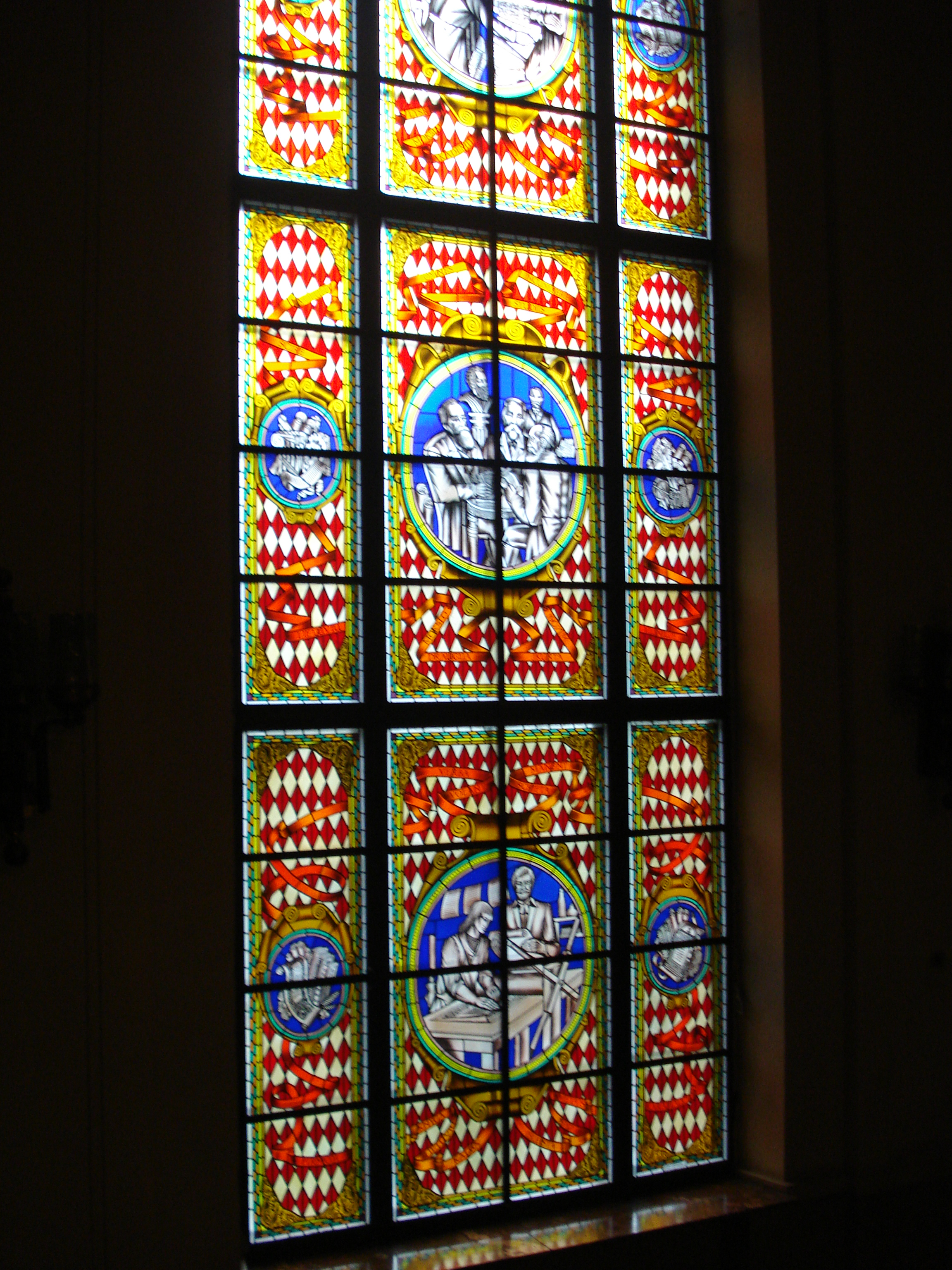
Вітраж у Бібліотеці Академії наук

Навчався в Художньому інституті (нині Вільнюська художня академія) у Вільнюсі (1961—1 967). У 1969— 1985 роках працював на художньому комбінаті «Дайлен» ( „Dailė“ художній керівник відділу оформлення ), у 1985—1997 — в Художній студії скульптури та монументального мистецтва („Skulptūros ir monumentaliosios dailės studija“ головний художник) у Вільнюсі. У 1990—2010 роках викладав у Вільнюській художній академії; з 1993 року доцент кафедри монументального мистецтва.

## Творчість
З 1966 року бере участь у виставках в Литві та за кордоном (Фінляндія, Польща, Японія, Чехія, Австрія). 
Автор вітражних мініатюр, декоративних і тематичних вітражів для інтер'єрів (понад шістдесят) у різних будівлях Литви. Серед них цикл «Історія литовської медицини» у вільнюській лікарні Червоного Хреста (1974), вітраж у Бібліотеці Академії наук Литви (1979), цикли вітражів у Молодіжному театрі (1982), цикл шести вітражів у Міністерстві культури Литви (1985), вітражі в костелі Пресвятої Трійці у м. Панявежис (1991), а також у будівлях посольств Великої Британії, Ватикану, України у Вільнюсі (1990—1996), у посольстві Литви в Москві (1994), в костелі Святого Георгія у Варшаві (1991—2001). 

### Цикл вітражів у Молодіжному театрі
Цикл вітражів у Молодіжному театрі складають 10 орнаментальних (у вестибюлі; розмір кожного 2 х 1,35 м) та 6 сюжетних композицій (у фоє другого поверху) з тонкого кольорового скла, скріпленого смужками свинцю. Сюжетні вітражі (розміром 2,58 × 0,58 м кожен) вмонтовані у вікна, згруповані по два.  Два центральних зображують Ромео і Джульєтту на тлі сучасного Вільнюса, на інших — діячі литовської культури на тлі сучасних їм архітектурних пейзажів: Крістіонас Донелайтіс, Мартінас Мажвідас, Лаурінас Стуока-гуцявічюс, Міндовг.

### Вітраж уБібліотеці Академії наук
Вітраж з тонкого кольорового скла, скріпленого смужками свинцю, встановлений у вікні вестибюля. Композиція вітражу розміром 7 × 3 м симетрична. По осі симетрії розташовані три великих медальйона складної форми з фігурними композиціями. З двох сторін їх обрамляють орнаменти та 6 медальйонів меншого розміру з алегоричними натюрмортами. Тема фігурних композицій і натюрмортів — історія литовської науки: перша литовська книга (внизу), Литовське наукове товариство (в центрі) і сучасна наука (вгорі).  Навколо медальйонів розташовані литовські та латинські сентенції.